# واين أ. داونينج
واين أ. داونينج (بالإنجليزية: Wayne A. Downing)‏ هو صحفي أمريكي، ولد في 10 مايو 1940 في بيوريا في الولايات المتحدة، وتوفي بنفس المكان في 18 يوليو 2007 بسبب التهاب السحايا.